# Ville moyenne
La notion de ville moyenne, date des années 1970, notamment à partir des Contrats de villes moyennes mis en place par Olivier Guichard, ministre de l'Équipement et de l'Aménagement du Territoire de 1972 à 1974.  
Après une période de grand intérêt, les villes moyennes ont peu à peu été oubliées des politiques publiques. De nos jours, un certain nombre d’élus appellent à ce qu’elles redeviennent l’élément structurant du territoire français.   

## Histoire du concept
Les travaux universitaires du géographe Michel Rochefort sur l’organisation urbaine de l’Alsace avaient ouvert, au début des années 1960, la voie à l’identification des villes moyennes en France : conceptualisées par le géographe Michel Michel, elles sont enfin envisagées comme une catégorie en soi, participant avec une place bien particulière au fonctionnement du réseau urbain, celle de centre intermédiaire. Toutefois, c'est dans le cadre de la planification en France, que le VIe plan (1971-1975) insuffle aux villes moyennes une importance en soi en matière d'aménagement du territoire pour la première fois.

## Importance
Les villes moyennes et leur EPCI représentent aujourd'hui 26 % de la population française (soit 16,35 millions d'habitants). Une ville moyenne est généralement désignée comme une ville ayant une population comprise entre 20 000 et 100 000 habitants. On compterait ainsi en France 200 villes moyennes et 160 intercommunalités entrant dans cette catégorie. 
D'un point de vue politique, les villes moyennes sont regroupées au sein de la Fédération des villes moyennes (FVM) créé par Jean Auroux devenue ensuite, le 19 juin 2014, Villes de France. C'est une association d'élus qui rassemble les villes de taille moyenne et agglomérations de France.

## Évolution des villes moyennes françaises et de leur attractivité

### Décroissance et perte d'attractivité
Tout comme les grandes villes, les villes moyennes françaises connaissent dans les années 2010 une décroissance de population, liée à la décohabitation des ménages, à l'augmentation de la vacance de logements, à la fermeture de services et d’établissements publics de proximité, et à une perte d'attractivité au profit des couronnes périurbaines et des métropoles.
Durant cette période, les surfaces commerciales sont découplées du développement de la population, celles-ci augmentant 9 fois plus rapides que la croissance démographique. Les centres commerciaux périphériques sont multipliés et/ou confortés, le commerce de flux se développe également, au détriments du commerce de cœur de ville où la vacance augmente fortement.

### Action cœur de ville et crise du Covid-19
Un tournant politique est opéré en 2017 avec le lancement du programme Action cœur de ville, un dispositif doté de 5 milliards d’euros destiné à revitaliser les centres-villes de ces communes chefs-lieux de taille moyenne qui périclitaient, asphyxiées par les métropoles drainant l’essentiel des activités, les centres commerciaux qui prospéraient à leurs limites, et atteintes par la fermeture de services et d’établissements publics de proximité.
La crise sanitaire du Covid-19 a également considérablement modifié les modes de vie, notamment dans les métropoles, en raison de l’essor du télétravail, et entraîné un regain d’attractivité en faveur des villes de taille plus modeste, à condition qu’elles offrent une panoplie de services adaptée.